# Eri Tōsaka
Eri Tōsaka (登坂 絵莉?, Tōsaka Eri; Toyama, 30 agosto 1993) è una lottatrice giapponese, campionessa olimpica nella categoria 48 kg ai Giochi di Rio de Janeiro 2016.

## Palmarès
- Giochi olimpici

Rio de Janeiro 2016: oro nella lotta libera 48 kg.
- Mondiali

Strathcona County 2012: argento nei 48 kg
Budapest 2013: oro nei 48 kg
Tashkent 2014: oro nei 48 kg
Las Vegas 2015: oro nei 48 kg
- Asiatici

Bangkok 2016: bronzo nei 48 kg